# 埃尔龙基略
埃尔龙基略，是西班牙安达卢西亚自治区塞维利亚省的一个市镇。总面积77平方公里，总人口1351人（001年），人口密度18人/平方公里。